# André Luiz (ur. 1974)
André Luiz, właśc. André Luiz Moreira (ur. 14 listopada 1974 w São Paulo) – piłkarz brazylijski, występujący na pozycji pomocnika.

## Kariera klubowa
Karierę piłkarską André Luiz zaczął w klubie São Paulo FC w 1993 roku. W lidze brazylijskiej zadebiutował 6 września 1993 w wygranym 3-2 meczu z SC Internacional. Z São Paulo FC zdobył Copa Libertadores 1993, Puchar Interkontynentalny 1993, Supercopa Sudamericana 1993 oraz dwukrotnie Recopa Sudamericana w 1993 i 1994 roku. W 1997 roku André Luiz przeszedł do Corinthians Paulista, z którym zdobył mistrzostwo stanu São Paulo – Campeonato Paulista 1997.
W tym samym roku wyjechał do Hiszpanii do CD Tenerife. W Tenerife występował przez dwa sezony, po czym powrócił do Brazylii i występował w Cruzeiro EC i ponownie w Corinthians. W 2001 roku po raz drugi wyjechał do Europy do Olympique Marsylia. Obok Marsylii występował również w Paris Saint-Germain. W 2003 roku powrócił do Corinthians Paulista. Na początku 2004 miał krótki epizod w Fluminense Rio de Janeiro. W 2004 roku powrócił do Francji do AC Ajaccio. Na początku 2006 roku powrócił do Brazylii do Santosu FC. W Santosie rozegrał 3 grudnia 2006 w wygranym 3-1 meczu z Santa Cruz Recife, swój ostatni mecz w lidze brazylijskiej. Dotychczas w lidze brazylijskiej wystąpił w 111 spotkaniach i strzelił 7 bramek.
W grudniu 2006 André Luiz wyjechał do meksykańskiego Jaguares de Chiapas. Od lipca 2009 jest zawodnikiem występującego w lidze MLS klubu San Jose Earthquakes.

## Kariera reprezentacyjna
W reprezentacji Brazylii André Luiz zadebiutował 22 lutego 1995 w wygranym 5-0 towarzyskim meczu z reprezentacją Słowacji. W 1996 roku uczestniczył w Złotym Pucharze CONCACAF, na którym Brazylia zajęła drugie miejsce. André Luiz wystąpił w czterech meczach z Kanadą, Hondurasem, USA i Meksykiem. Ostatni raz w reprezentacji wystąpił 30 kwietnia w wygranym 4-0 towarzyskim meczu z reprezentacją Meksyku. Ogółem w reprezentacji wystąpił w 12 meczach i strzelił 1 bramkę.
W 1996 roku André Luiz uczestniczył w Igrzyskach Olimpijskich w Atlancie, na których Brazylia zdobyła brązowy medal. Na turnieju André Luiz był rezerwowym zawodnikiem i wystąpił w meczu ćwierćfinałowym z Ghaną.